# Индия на зимних Олимпийских играх 1988
Индия принимала участие в Зимних Олимпийских играх 1988 года в Калгари (в канадской провинции Альберта) после двадцатилетнего перерыва, в третий раз за свою историю, но не завоевала ни одной медали.

## Состав сборной
Сборную страны представляли три спортсмена, все горнолыжники. Впервые сборную страны на зимних Играх представляла женщина — Шайладжа Кумар.
Самой молодой участницей сборной была Шайладжа Кумар (21 год), самым старшим Гуль Дев (24 года).
Знаменосцем был Кишор Ратна Рай.

## Результаты
Все индийские спортсмены выступали в слаломе.
Горнолыжный спорт — мужчины
| Спортсмен       | Соревнование | 1 попытка         | 2 попытка | Итог              | Итог  |
| Спортсмен       | Соревнование | Время             | Время     | Время             | Место |
| --------------- | ------------ | ----------------- | --------- | ----------------- | ----- |
| Гуль Дев        | Слалом       | дисквалифицирован | —         | дисквалифицирован | —     |
| Кишор Ратна Рай | Слалом       | 1:31.42           | 1:20.79   | 2:52.21           | 49    |

Горнолыжный спорт — женщины
| Спортсменка    | Соревнование | 1 попытка | 2 попытка | Итог    | Итог  |
| Спортсменка    | Соревнование | Время     | Время     | Время   | Место |
| -------------- | ------------ | --------- | --------- | ------- | ----- |
| Шайладжа Кумар | Слалом       | 1:26.98   | 1:25.29   | 2:52.27 | 28    |